# Juan II de Francia
Juan II de Francia, calificado como el Bueno (en francés original, Jean II le Bon) (Le Mans, 26 de abril de 1319-Londres, 8 de abril de 1364), fue el segundo rey de Francia de la Casa de Valois. Era hijo de Felipe VI de Francia y Juana de Borgoña.

## Biografía
Al iniciarse la guerra de los Cien Años, Juan fue nombrado oficial y más tarde general de las tropas francesas, combatiendo principalmente en Bretaña. Como general era ávido de dinero, de juicio mediocre, terco y principalmente mal aconsejado. Sin embargo, era generoso con los suyos y dotado de un espíritu valiente en batalla, lo que le valió el sobrenombre de “El Bueno”.
Fue coronado al cumplir 30 años. Su reinado estuvo marcado por graves problemas financieros, disputas dinásticas promovidas por el rey Carlos II de Navarra (pretendiente al trono francés), por la crisis de los Estados Generales y por la prolongada guerra de los Cien Años con Inglaterra. 

Los ingleses, dirigidos inteligentemente por Eduardo III (otro legítimo pretendiente al trono francés por parte de su madre Isabel de Francia) y su hijo el Príncipe Negro, hicieron prisionero al rey Juan en la batalla de Poitiers junto con su hijo, Felipe, en 1356. Fue conducido a Londres y liberado cuatro años más tarde, al firmarse el Tratado de Brétigny con el compromiso de un pago de 3 millones de escudos de oro. Como garantía dos de sus hijos (Juan y Luis) debieron marchar a Londres y ocupar el lugar de su padre y hermano. No obstante, Luis huyó en 1363, y el rey debió volver y entregarse, cumpliendo con el código de honor que lo obligaba. Murió a los pocos meses, en abril de 1364.

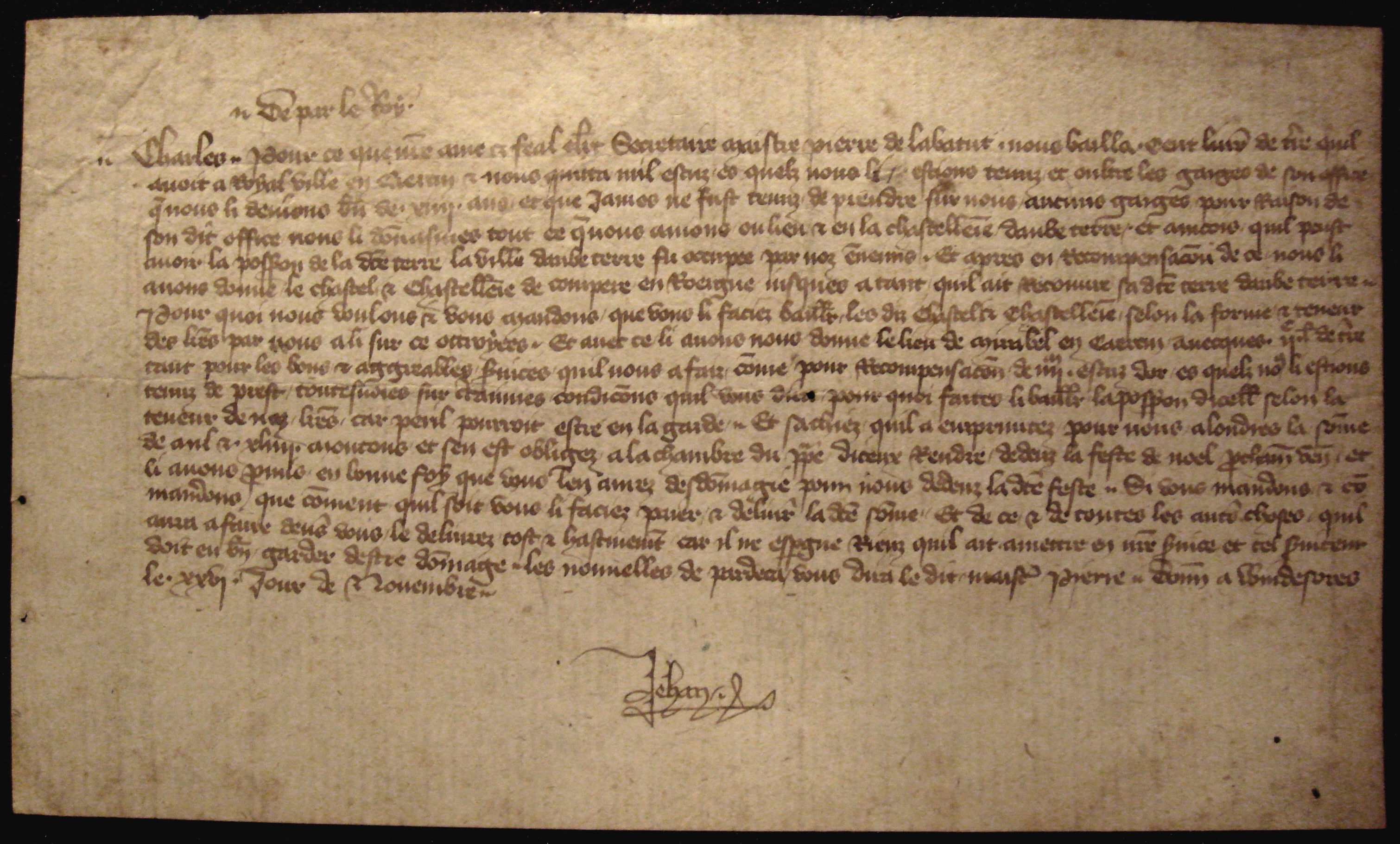
Carta de Juan II de Francia durante su cautiverio en Windsor, a su hijo Carlos sobre Pierre de la Batut

## Personalidad
Juan II de Francia era de frágil salud. No desarrollaba mucha actividad física, rara vez participaba en las justas y sólo ocasionalmente disfrutaba de la caza. Los relatos contemporáneos señalan que rápidamente se enfadaba y recurría a la violencia, lo que llevaba a frecuentes confrontaciones políticas y diplomáticas. Gustaba de la lectura (mandó traducir al francés las Décadas del historiador romano Tito Livio al benedictino Pierre Bersuire, al que asimismo protegió), y fue además mecenas de pintores y músicos.
La imagen de un "rey guerrero" probablemente deriva de su valiente comportamiento en la batalla de Poitiers y por la creación de la Orden de la Estrella (Ordre de l'Étoile), ambas provocadas por necesidad política más que por amor a la caballería, pues Juan estaba decidido a probar la legitimidad de su corona, particularmente porque su reinado, como el de su padre, estuvo dominado por continuas disputas sobre la pretensión Valois que procedía tanto de Carlos II de Navarra como de Eduardo III de Inglaterra.
Sin embargo, demostró su honor y respeto por las normas de caballería imperantes en la época, al entregarse a los ingleses, una vez que su hijo Luis escapó y rompió su palabra.
Desde muy joven, Juan resistió las fuerzas descentralizadoras que afectaban a las ciudades y la nobleza, cada uno de ellos atraído bien por la influencia económica de los ingleses, bien por el partido reformista. Creció en medio de la intriga y la traición y en consecuencia gobernó en secreto con sólo un reducido de asesores en los que confiaba.
Se casó con Bona de Luxemburgo y fue padre de once hijos en once años. Debido a su cercana relación con Carlos de la Cerda, se difundieron rumores, achacados a los partidarios de Carlos II de Navarra, de que había una relación romántica entre ellos.  A de la Cerda le confirieron diversos honores y fue nombrado para el alto cargo de connetable (condestable), por lo que cuando Juan se convirtió en rey, lo acompañó en todos sus viajes oficiales por las provincias. El auge de la Cerda en la corte excitó los celos de los barones franceses, varios de los cuales lo apuñalaron hasta morir en 1354. El destino de Carlos de la Cerda fue muy semejante al del favorito de Eduardo II de Inglaterra, Piers Gaveston, y el de Juan II de Castilla, Álvaro de Luna; la posición de favorito real era peligrosa. El dolor del rey Juan por la muerte de la Cerda fue abierto y público.

## Contexto
La corte de Felipe VI de Francia era sumamente cosmopolita. Juan I de Bohemia se encontraba presente habitualmente en la corte, así como su hijo, Carlos de Luxemburgo, futuro emperador del Sacro Imperio Romano Germánico. Fue así como Juan fue desposado a los 13 años con Bona de Luxemburgo, hermana de Carlos e hija de Juan de Bohemia. Francia ejercía una atracción económica y administrativa desde tiempos de San Luis, la modernización del sistema jurídico atrajo a las naciones limítrofes a acogerse a este nuevo sistema y poco a poco integrarse culturalmente. Particularmente en las tierras del Sacro Imperio Romano Germánico, en las ciudades del Delfinado, en el condado de Borgoña o Franco Condado, se recurría a la justicia francesa para la mediación de litigios. Por ejemplo, el rey enviaba a sus representantes de Mâcon para intervenir en Lyon.

## Matrimonio y Delfinado
Los reyes franceses supieron aprovechar la relación con la nobleza en torno al Ródano, concediéndoles rentas y poniendo en práctica una hábil política matrimonial. Así, la Casa de Saboya rendía homenaje al rey de Francia. De esta misma forma, el conde Humberto II de Vienne, apremiado por las deudas y sin herederos después de la muerte de su único hijo, vendió el Delfinado a Felipe VI con el sueño de hacerse cruzado, con la única condición de que fueran los príncipes primogénitos quienes llevaran la corona de delfín. De esta manera, el Delfinado gozaría siempre de un rey exclusivo para ellos y lo suficientemente joven para no intervenir demasiado en sus asuntos.
Así pues, Juan fue el primer delfín de Francia, título que se conservaría hasta el fin de la monarquía francesa.

## Ducado de Normandía
Juan recibió como herencia Normandía y constató que gran parte de su nobleza estaba bajo influencia inglesa. De hecho, económicamente Normandía dependía tanto del comercio marítimo del canal de la Mancha como del comercio fluvial del Río Sena. Los rebeldes normandos querían ver a su líder Godofredo de Harcourt como duque, quien perseguía una mayor autonomía para el ducado. Su castillo Saint-Sauveur-le-Vicomte fue ocupado por las tropas reales, y Godofredo tuvo que refugiarse en el Ducado de Brabante, ciudad natal de su madre. Tres de sus aliados fueron atrapados y posteriormente decapitados en París el 3 de abril de 1344, y sus cabezas fueron puestas en la entrada principal de Saint-Lô.
En Brabante, el rebelde Godofredo constató que los flamencos guiados por Jacob van Artevelde habían reconocido al rey Eduardo III de Inglaterra como soberano de Francia debido al conflicto sucesorio que tenían ambos reinos.
Godofredo marchó a Inglaterra, donde Eduardo lo tomó bajo su protección. Además del homenaje de los normandos y flamencos, Francia se veía cada vez más amenazada por Inglaterra a causa de la inestabilidad de los Valois en el trono y de los desastres de la batalla de Crécy y el asedio de Calais por los ingleses. Fue así como los franceses comenzaron a perder prestigio luchando contra sus propios vasallos que se pasaban al bando del enemigo. A este punto los Valois decidieron parlamentar. Juan se reunió con Godofredo de Harcourt, a quien se le restituyeron todos sus bienes, y el rey Felipe VI lo nombró Capitán Soberano de Normandía.
La nobleza normanda estaba dividida desde hacía mucho en dos bandos: los condes de Tancarville y los condes de Harcourt se enfrentaban en una guerra sin piedad que ya duraba muchas generaciones. Era necesario que, tras el nombramiento de Godofredo, Juan se reconciliara con los Tancaville para poder dominar Normandía. 
El vizconde Juan de Melun estaba desposado con Juana, única heredera del condado de Tancarville, y estaba a la cabeza de este partido. Los Melun-Tancarville formaron parte del partido a favor de Juan, ya que entre Godofredo y Carlos II de Navarra, pretendiente al trono de Francia como descendiente tanto de Felipe III de Francia, por parte de su padre, como de Felipe IV el Hermoso, por parte de su madre, era obvia una alianza secreta.
En 1347, tras la batalla de Crécy y el asedio de Calais, Felipe VI era ya un anciano de 53 años sumamente desacreditado, por lo que su hijo Juan junto a sus aliados de Normandía fueron tomando el poder, entraron en el Consejo del Rey y en la Cámara de los Condes, para ir asumiendo posiciones elevadas en la administración del Estado. Fue Juan quien finalizó las negociaciones con el Delfinado.
La mujer de Juan, Bona de Luxemburgo, quien le había dado once hijos (de los cuales cuatro eran varones), murió el 11 de septiembre de 1349 de peste negra. Felipe, para aumentar sus posesiones, realizó un movimiento diplomático haciendo desposar a su hijo con la viuda Juana I de Auvernia, hija de Guillermo de Auvernia y Margarita de Évreux. 

Juana, de 24 años, era condesa de Boulogne y Auvernia, viuda de Felipe de Borgoña, conde de Auvernia. Así, el delfín Juan se vio a la cabeza de ducado y el condado de Borgoña, además de Artois, como regente en representación de su hijo, Felipe.

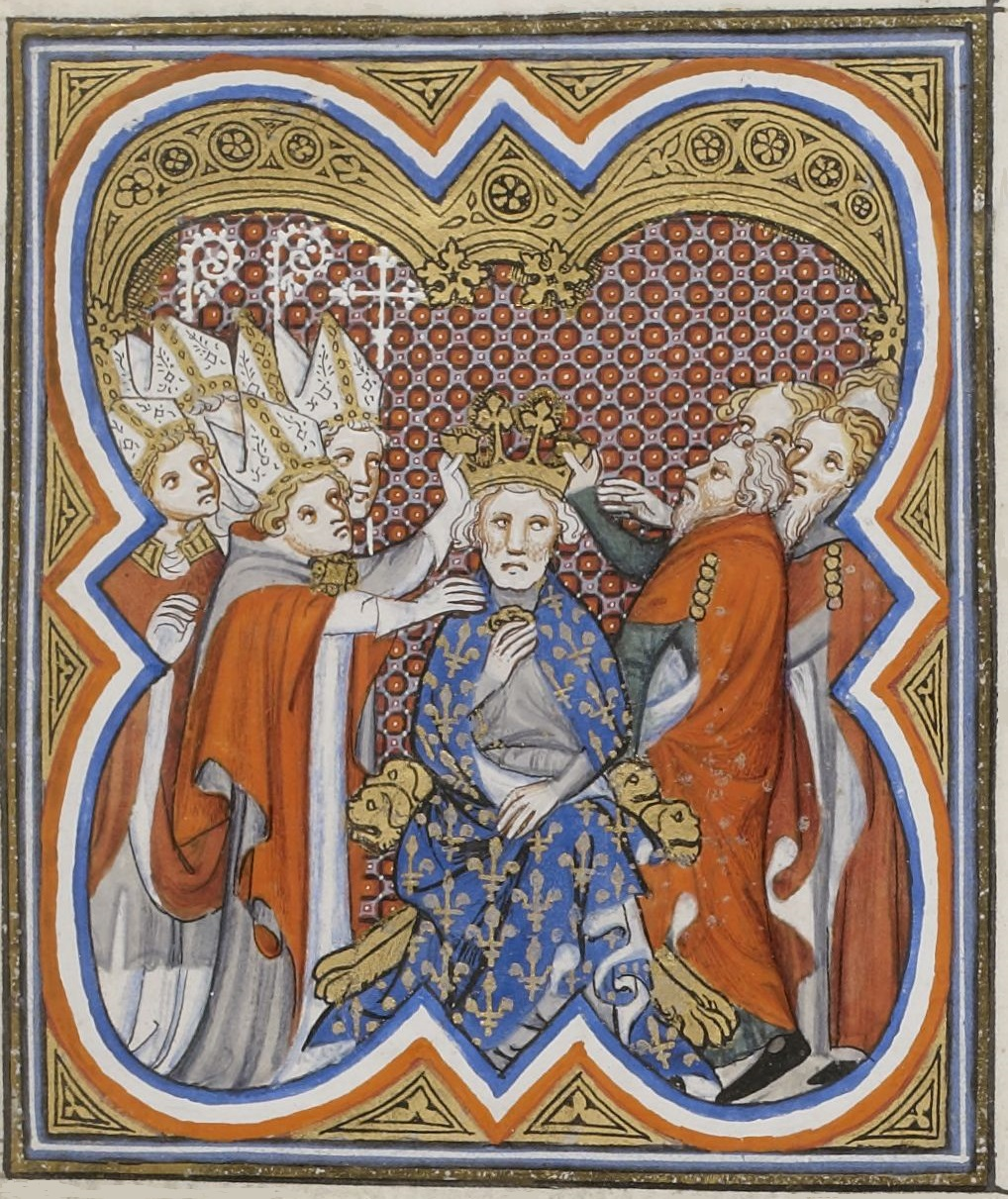
Coronación de Juan II.

## Ascenso al poder
La guerra de los Cien Años conoció una tregua durante los años en que Europa fue devastada por la peste negra.
La primera etapa de la guerra había sido notoriamente ventajosa para Inglaterra; en ella, Eduardo III había conseguido abrumadoras victorias. Las fuerzas de los Valois estaban dispersas y mal organizadas. Eduardo III de Inglaterra y Carlos II de Navarra, ambos descendientes de Felipe IV el Hermoso por líneas femeninas, postulaban sus derechos dinásticos a la Corona francesa en detrimento de la nueva dinastía real de los Valois.
El 22 de agosto de 1350 murió Felipe VI. El 29 de agosto, una flota al mando de Carlos de la Cerda recaló enWinchelsea, localidad a unos cuantos kilómetros de Hastings. Eduardo, que se encaminaba hacia Reims para hacerse reconocer como soberano de Francia, tuvo que desviar su atención. La batalla naval se decantó a favor de los ingleses, aunque sufrieron grandes pérdidas, y el rey de Inglaterra no pudo ya oponerse a la apresurada coronación de Juan II que fue consagrado, junto a su segunda mujer Juana I de Auvernia, en la Catedral de Reims el 26 de septiembre de 1350 por el arzobispo Juan II de Vienne.

Carlos II de Navarra era hijo de Juana II de Navarra, que había sido privada de sus derechos a la Corona francesa, al ponerse en duda su legitimidad como hija de Luis X de Francia, debido a la infidelidad de su madre, Margarita de Borgoña, y finalmente reconocida como reina de Navarra donde no regía la ley sálica. En sus pretensiones al trono, el rey navarro, con posesiones en Normandía, había sabido rodearse de los nobles descontentos con la administración del reino y estaba apoyado por muchos aliados: los condes de Boulogne y sus parientes de Auvernia, además de los barones de Champaña, fieles a su madre Juana II de Navarra (quien también era condesa de ese lugar) y a Roberto III de Artois, prófugo de Felipe VI. También tenía el apoyo de la Universidad de París y de los comerciantes del noroeste, para quienes el comercio a través del canal de la Mancha era esencial.

## La ejecución de Raúl de Brienne
El 19 de noviembre de 1350, Juan mandó ejecutar al condestable Raúl II de Brienne. Este último había retornado hacía poco de un encarcelamiento en Inglaterra. Las causas de la ejecución se mantuvieron en secreto, aunque probablemente fue acusado de alta traición, ya que sus posesiones e intereses se extendían a través de los reinos de Francia, Inglaterra e Irlanda.
Como señor de una región costera al noroeste francés, tenía intereses económicos con el enemigo, en una época en que el transporte marítimo era más conveniente y seguro que el terrestre. Raúl había negociado su liberación con el compromiso de reconocer a Eduardo como rey de Francia y Juan lo habría sabido por medio de espías. Juan no habría querido que esto se hiciera público para no verse obligado a volver a plantear la cuestión de su legitimidad en el trono. En 24 horas, Raúl II de Brienne fue arrestado, enjuiciado a puerta cerrada y decapitado. Todos sus bienes fueron confiscados.
El silencio sobre los motivos de la condena dejaría campo libre a las murmuraciones y las sospechas, diciéndose que el condestable había sido decapitado por haber tenido una relación con la primera mujer del rey. Estas murmuraciones dieron pie en la población para desacreditar a los descendientes de los Valois y tacharlos de ilegítimos, lo que trajo como consecuencia que se cuestionara el derecho de herencia de los descendientes de Juan.
La sensación que quedó fue muy negativa. Raúl de Brienne tenía muchos seguidores y amigos que repararon en el conflicto de intereses, los señores normandos y la nobleza del noroeste (Picardía, Artois, Vermandois, Beauvais y Flandes) cuya economía dependía en parte de los ingleses, se sintieron amenazados.
La ejecución del condestable permitió a Juan nombrar a uno de sus favoritos, Carlos de la Cerda, conocido como Carlos de España, nieto de Alfonso de la Cerda el Desheredado y de Blanca de Francia, hija del rey de Luis IX de Francia.

## Medidas de reorganización

### Creación deOrdre de l’Étoile

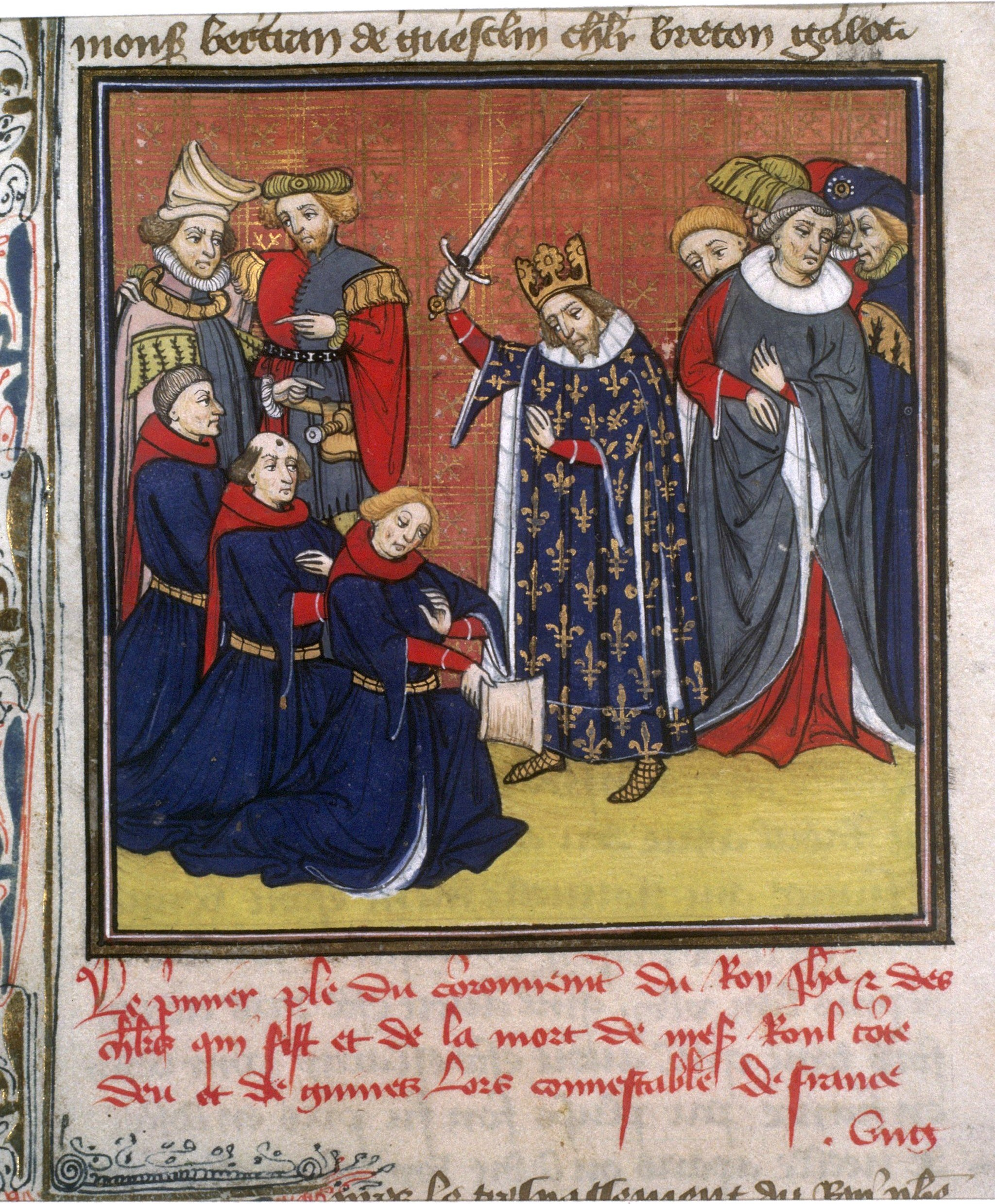
Juan II invistiendo a Caballeros.

La Orden de la Jarretera, creada por Eduardo III, estaba poniendo en riesgo la lealtad de muchos caballeros franceses, visto que después de generaciones de alianzas matrimoniales, los dominios señoriales dependían de más de un reino. Por esto, cuando los reyes convocaban bajo cierta orden honorífica, muchas veces éstos no sabían a cuál soberano obedecer. Los señores del oeste de Francia habían podido seguir una lógica más económica, al ser el canal de la Mancha una importante zona de intercambio, y tender a favor de los ingleses. 
Por ello Juan II creó la Ordre de l'Étoile (Orden de la Estrella). Durante esta época, el feudalismo se encontraba en crisis y la nobleza estaba enfrentando una sensible disminución de sus rentas, sumado al aumento de su propia población. Las rentas de la nobleza se definían por medio de una tradición de honor sumamente cara: vivir gracias al trabajo de sus plebeyos. El noble a cambio debía proteger a su pueblo de las amenazas a las que se pudiera ver expuesto. Muchos nobles habrían podido cambiar de bando si sus tierras inglesas rentaban mejor. Fue por esto que a los Caballeros de la Orden de la Estrella se les entregaba un sueldo.
Las reglas de la orden reflejaban el ideal caballeresco, y su sede se estableció en Saint-Ouen, próximo a Saint-Denis, donde estaban enterrados los reyes y se conservaban las insignias reales. Los miembros se distinguían con un collar del que pendía una estrella blanca y roja con la siguiente leyenda: Monstrant regibus astra viam (Las estrellas muestran el camino del rey).
Su primera misión era cambiar la sensación que se tenía del valor y la disciplina militar, que estaba muy decaída por los desastrosos resultados de la batalla de Crécy.
 

Los estatutos establecían que los miembros de la orden no debían jamás dar la espalda al enemigo y durante la primera reunión se juró no retroceder nunca más de cuatro pasos. Si bien estas medidas eran honorablemente sensatas, en la práctica si una unidad militar está amenazada y no retrocede, corre gran riesgo de perderse. De hecho, en la batalla de Poitiers esta regla llevó a la muerte y captura de muchos combatientes, entre las cuales se encontró el propio rey que, junto a uno de sus hijos, fue hecho prisionero. La Orden de la Estrella terminó así su corta historia.

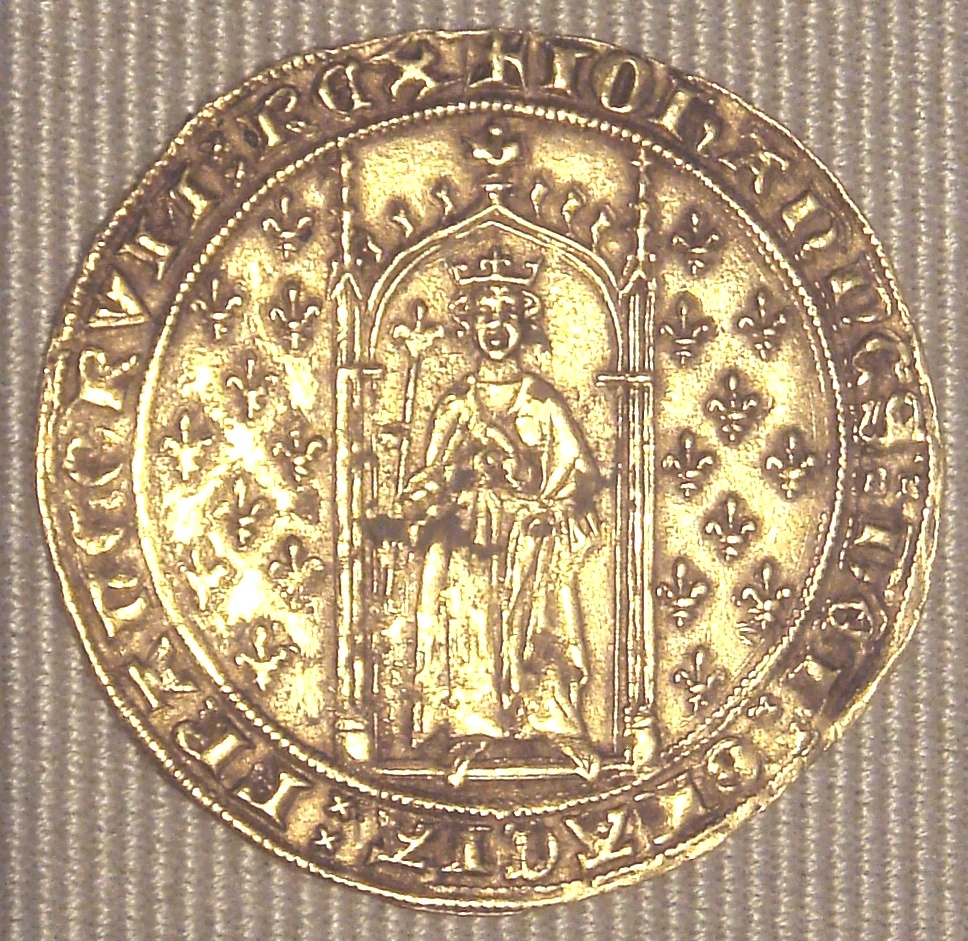
Moneda con la imagen de Juan II.

### Regulación de la economía
Los efectos demográficos de la peste negra trajeron consigo una gran disminución de la mano de obra y de los productos agrícolas. Para evitar la inflación, Juan congeló los salarios con una ordenanza del 30 de enero de 1351, imitando lo que Eduardo III de Inglaterra había hecho dos años antes con su “Estatuto de los trabajadores”. La ordenanza prohibía mendigar, ya que la inactividad afectaba mucho a la falta de mano de obra y el vagabundeo estaba fuertemente ligado a bandas de delincuentes que militaban por todo el reino. Podía establecerse como artesano en París quien estuviera bajo la protección de los gremios correspondientes, los cuales tenían por misión impedir el alza de los precios; las licencias eran oportunamente distribuidas y sus precios prefijados.

### Reglamentación de guerra
El 30 de abril de ese mismo año, una nueva ordenanza aumentó el salario de los soldados, introdujo un departamento de inspección para el control de las tropas: cada combatiente debía formar parte de una compañía bajo el mando de un capitán.

### Suspensión de las deudas
Tras la muerte de Felipe VI, la tregua firmada en 1347 perdió validez. Las tropas del rey marcharon a Saint-Jean-d'Angély el 11 de agosto de 1351. Con el pretexto de formar un tesoro de guerra en caso de reanudarse las hostilidades, Juan suspendió el pago de las deudas.

Era normal en esa época pedir préstamos a ricos banqueros, quienes eran reembolsados con el cobro de impuestos. Siendo estos recaudadores muy impopulares, la medida fue muy bien recibida. Por otra parte, ésta trajo a la luz la necesidad de reformar el sistema impositivo.

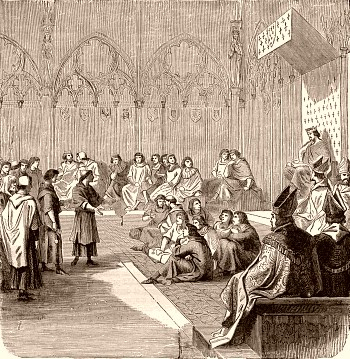
Carlos II de Navarra, llamado el Malo frente a Juan II de Francia, calificado como el Bueno.

## Conflicto con el rey de Navarra y continuación de la guerra de los Cien Años
Al fallecer en 1349 Juana II, el trono de Navarra y el condado de Évreux pasaron a su hijo, Carlos, de apenas 18 años, quien siglos más tarde sería calificado como “Carlos el Malo”.
Al parecer Carlos era de baja estatura pero sumamente ambicioso, y en 1350, al morir Felipe VI de Francia e intentar ocupar el trono el futuro Juan II de Francia, reclamó para sí la corona, al ser por parte de madre el más próximo descendiente de Felipe IV el Hermoso. 
Para compensarlo, Juan II le dio en matrimonio a su propia hija, Juana de Valois, quien tenía solamente ocho años. El matrimonio se celebró en febrero de 1352 en el castillo de Vivier, en la región de Île-de-France.
Poco después comenzaron los problemas entre el suegro, Juan II de Francia, y su yerno Carlos II de Navarra, lo que llevó a este último a verse implicado en el asesinato en 1354 del nuevo condestable de Francia, el francés de ascendientes reales castellanos Carlos de la Cerda, a quien el nuevo rey de Francia había adscrito algunos bienes franceses propiedad secular de la familia real navarra como descendientes de la Casa de Champaña. El rey inglés aprovechó inmediatamente la situación para establecer una alianza con Navarra. Con objeto de entorpecer este acuerdo, Juan II ofreció a Carlos II el perdón y ampliar sus territorios de Normandía. Durante la firma de este tratado, se produjo un nuevo conflicto entre Juan II y Carlos II de Navarra, y este último huyó hacia Aviñón para reanudar conversaciones con el rey de Inglaterra. 
El primogénito de Eduardo III, Eduardo de Woodstock, el Príncipe Negro, llegó a Burdeos y por dos meses devastó la región. Juan II cedió nuevamente a las solicitudes de Carlos por temor a la invasión.
Juan el Bueno pidió el apoyo del emperador Carlos IV de Luxemburgo, su cuñado hasta la muerte en septiembre de 1349 de su primera esposa Bona, quien a cambio pidió que le restituyeran las regiones de Verdún, Vienne y Cambrai. Juan envió a su hijo, el delfín, luego rey desde 1364 como Carlos V de Francia, a rendir homenaje al emperador por el feudo imperial. Pero cuando llegó, Juan ya había caído prisionero de los ingleses, y el emperador le concedió al delfín y heredero del trono francés el nombramiento de vicario imperial por las regiones, pero en definitiva no hará nada en favor de Juan II.
En el verano de 1356, Carlos II de Navarra trató de aliar a normandos y navarros con el delfín Carlos, heredero del trono francés. Juan reaccionó haciendo encarcelar al rey de Navarra y confiscando todos sus bienes en Harcourt y los de todos los nobles navarros de Normandía; también envió al patíbulo a varios normandos y navarros.
Eduardo III recibió una petición de auxilio de los inculpados y envió tropas para ir en su apoyo. Desde Burdeos, su hijo el Príncipe Negro atravesó el Loira y al encontrarse de frente con el ejército francés, emprendió la retirada y se reagrupó en las cercanías de Poitiers, donde combatió y derrotó a los franceses en la batalla de Poitiers, en la que Juan II fue hecho prisionero.
Cerca de 7.000 ingleses se enfrentaron a casi 15.000 franceses. El rey Juan usó una nueva táctica, la caballería francesa. Al contrario de lo hecho en Crécy, desmontó para batirse a pie, divididos en tres divisiones para atravesar a los arqueros ingleses y poder enfrentarse con la infantería cuerpo a cuerpo. Sin embargo, esto no sucedió, ya que los arqueros lograron mantenerlos a distancia y las pocas tropas a caballo que no habían hecho desmontar, no fueron suficientes para cambiar el curso de la batalla.

## Primer cautiverio

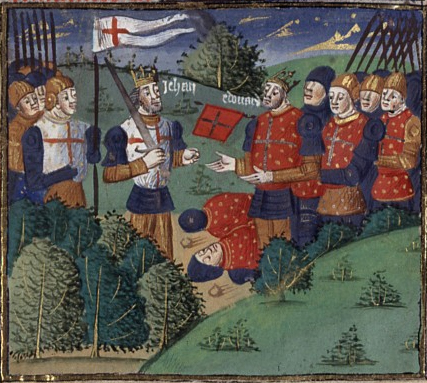
Rendición de Juan II de Francia en la batalla de Poitiers (1356).

Juan el Bueno fue tratado con suma cortesía por el príncipe de Gales, Eduardo, que lo envió con urgencia a Burdeos.
En la primavera de 1357, tras acordar una tregua de dos años, el príncipe de Gales condujo a Juan II a Londres, donde lo recibió una enorme cantidad de curiosos. Allí esperó su liberación por casi tres años, dedicado a la caza y las justas, tratado con mucha cortesía y recibiendo dinero de sus súbditos. Sólo en los últimos años el régimen de su “cautiverio” se endureció un poco.

## Lucha por el poder en Francia
Mientras tanto, el reino de Francia estaba en las jóvenes e inexpertas manos del delfín Carlos, más tarde apodado el Sabio por el consejo de nobles. 
De este consejo formaba parte Étienne Marcel, rico comerciante de telas que quería introducir cambios en la política comercial de Francia. Tenía gran parte de la población de París a su favor y además era partidario de Carlos II de Navarra, de quien reclamaba su liberación. En noviembre de 1357, Carlos de Navarra logró su liberación y se reunió con Marcel en París, con la intención de controlar al príncipe y regente del reino. El delfín, sin embargo, dejó París y en Compiègne convocó a los Estados Generales que le eran fieles, haciendo un llamamiento a las tropas para defender su causa. 
Ambos bandos comenzaron a incursionar en los alrededores de París, saqueando los campos y llevando sufrimiento a los campesinos, por lo que el 28 de mayo de 1358, después de la ejecución de unos señores de la zona de Picardía, explotó la ira del campesinado en contra de la nobleza, culpable de todas las desgracias por las que estaba atravesando el reino. La revuelta, que fue llamada la Jacquerie iba encabezada por Guillermo Carle y fue sumamente dura para la nobleza, especialmente con el saqueo y robo de sus propiedades y castillos.
Étienne Marcel apoyó la Jacquerie mientras Carlos II de Navarra se enfrentó a ella y logró, gracias a ardides, atraer a Guillermo Carle y hacerlo ajusticiar. Se puso así fin a la revuelta, que sin cabecilla fue apagada rápidamente. Ya para junio habían muerto más de 20.000 siervos.
El rey de Navarra tenía intenciones de entrar en París y proclamarse rey de Francia, pero cuando el 21 de julio de 1358 fue asesinado Étienne Marcel, Carlos renunció a sus intenciones. El 2 de agosto, el delfín entró en París y fue acogido con entusiasmo por la ciudad.
Al convocarse los Estados Generales se decretó continuar la guerra con los ingleses, pero antes, Carlos prefirió atacar al rey de Navarra asediando Melun, por miedo a que los ingleses ayudaran a Carlos II de Navarra. En junio de 1359 fue sellada la paz definitiva, que decretaba que el rey navarro mantenía todas sus propiedades y recibía otras, además se le devolvía el privilegio de entrar en París.
Como la tregua de Burdeos había expirado, Eduardo III marchó ese otoño hacia Reims para hacerse coronar rey de Francia. Pero Reims resistió y Eduardo tendrá que pasar el invierno en Borgoña. En primavera se agrupó delante de París.

Cuadro sucesorio de Borgoña.

El 1 de mayo de 1360 iniciaron las conversaciones de paz, que concluyeron cerca de una semana más tarde:
- El rey Eduardo III de Inglaterra renunciaba al trono de Francia pero en compensación obtenía diversos territorios de los cuales Francia debía retirarse: Ponthieu, Calais, Gascuña, y gran parte de Aquitania.

- Francia debía pagar un rescate por su rey de tres millones de coronas de oro, en distintas cuotas, la primera de las cuales ascendía a 600.000 coronas de oro.

- Como promesa por el pago de las siguientes cuotas debían entregarse varios rehenes, elegidos entre los mejores nobles de Francia. Dos de ellos fueron los hijos del rey Juan: Luis de Anjou y Juan de Berry.

Juan arribó a Calais en julio, Eduardo III recibió a los rehenes y de la primera cuota solamente se pagaron 400.000 coronas; el tratado se ratificó el 24 de octubre de 1360.
De vuelta en Francia, Juan tendrá que hacer efectivo el tratado. Los territorios comprometidos fueron entregados en dos años, mientras que la colecta de los fondos fue un poco más lenta. La primera cuota fue completada al siguiente año y debido a las heladas y el retorno de la peste, las finanzas fueron negativas. Por eso al año 1361, Juan todavía debía cerca de un millón de coronas al rey de Inglaterra, y sus hijos seguían cautivos.
Otro elemento negativo era el hecho de que los campos fueran víctima de bandas armadas, conocidas como “Grandes Compagnies”, que después de combatir por tanto tiempo en la guerra, ahora que había llegado la paz, se habían reorganizado y vivían del saqueo y de los rescates, y eran particularmente crueles cuando no conseguían la prenda deseada. Estas bandas se distribuían entre las zonas agrícolas más ricas. Solamente en Normandía, donde el responsable era Bertrand du Guesclin, las bandas fueron derrotadas, pero en el resto del reino seguían saqueando e incluso derrotaron al Ejército Real. Pero finalmente las compañías se dispersaron en varias direcciones, aligerando la situación.
Tras la muerte de Felipe I de Borgoña en 1361, se reabrió el caso de la sucesión de su ducado, que según Carlos II de Navarra también le correspondía, por ser el pariente más cercano. Sin embargo, Juan II anexó los territorios a la corona y el año 1363 se presentó personalmente en Dijon para tomar posesión y entregarlo a su hijo, Felipe.
Viéndose expropiado de Borgoña, Carlos II de Navarra reanudó las hostilidades, pero esta vez en contra del delfín Carlos, ya que Juan II estaba nuevamente en prisión en Londres.

## Segundo cautiverio y muerte
Dadas las dificultades para recoger la última parte del rescate, Juan debió entregar a los ingleses nuevas concesiones territoriales. Estaba tratando la liberación de los príncipes reales aún en prisión en Londres cuando su segundo hijo, Luis de Anjou, traicionó su palabra y huyó.
Juan, tras desaprobar ásperamente a su hijo, decidió salvar el honor y entregarse a los ingleses. El delfín Carlos fue nombrado regente y Juan volvió a Londres en 1364, donde fue recibido con gran magnificencia. 

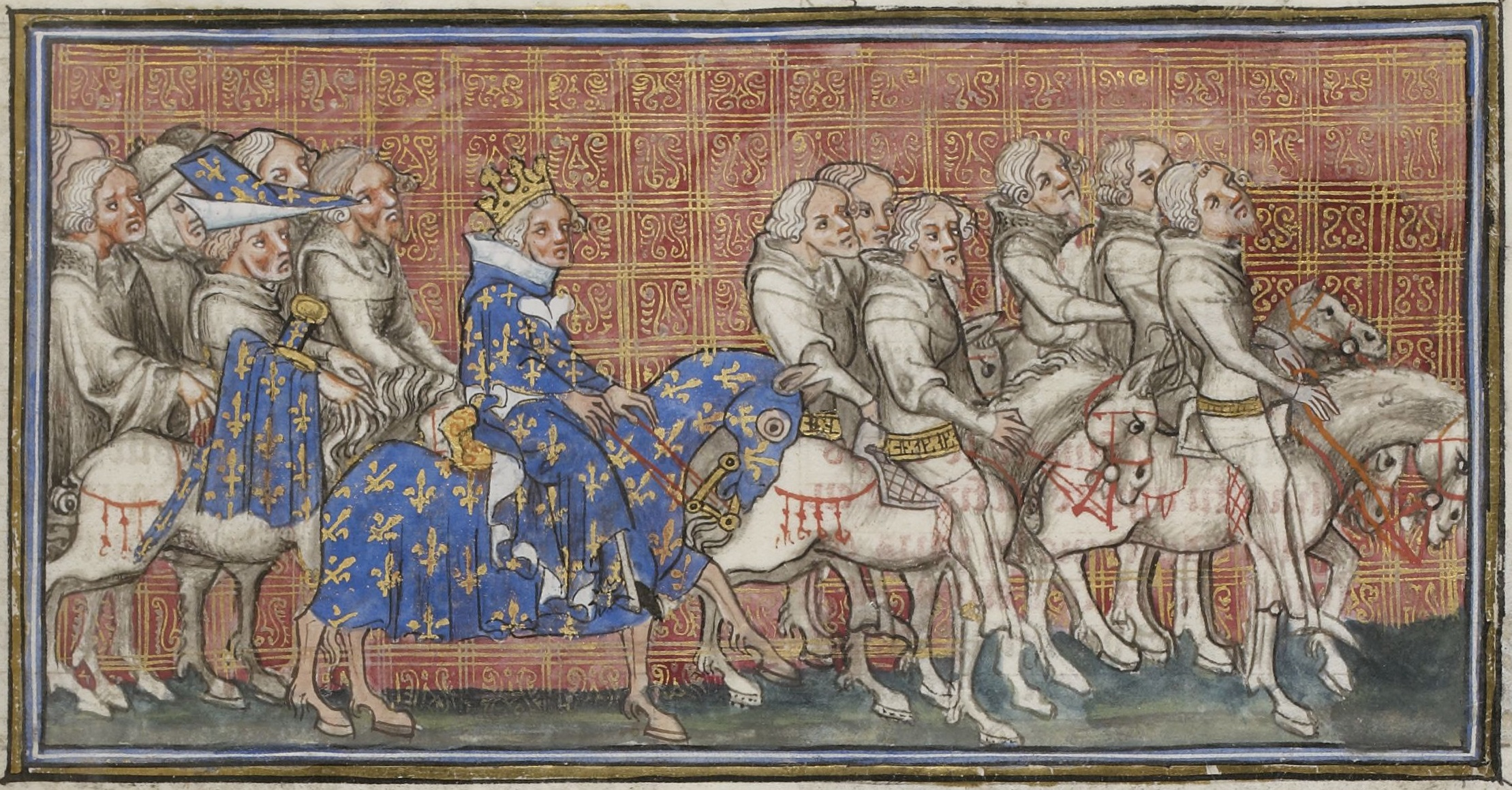
Retorno de Juan el Bueno a Inglaterra, ilustrado en las Grandes chroniques de France de Jean Froissart.

Sin embargo, unos meses después, cayó enfermo de una enfermedad desconocida, muriendo el 8 de abril de ese mismo año. Su cuerpo fue devuelto a Francia e inhumado en la Basílica de Saint-Denis.

## Matrimonios y descendencia
Juan II se casó el 28 de julio de 1332 a la temprana edad de 13 años con Bona de Luxemburgo. Tuvieron once hijos:
- Blanca de Francia (1336)
- Carlos de Francia (1338-1380), delfín de Viennois, duque de Normandía y rey de Francia
- Catalina de Francia (1338)
- Luis de Francia (1339-1416), duque de Anjou y Maine, posteriormente rey de Nápoles.
- Juan de Francia (1340-1416), duque de Berry y conde de Poitiers.
- Felipe de Francia (1342-1404), duque de Borgoña.
- Juana de Francia (1343-1373), reina consorte de Navarra como esposa de Carlos II.
- María de Francia (1344-1404), duquesa consorte de Bar como esposa de Roberto I.
- Inés de Francia (1345-1349)
- Margarita de Francia (1347-1352)
- Isabel de Francia (1348-1372), duquesa consorte de Milán como esposa de Gian Galeazzo Visconti.

Bona murió a causa de la peste negra en 1349, y Juan se casó con Juana I de Auvernia al año siguiente, con quien tuvo tres hijos que murieron muy jóvenes.
- Blanca de Francia (1350)
- Catalina de Francia (1352)
- un varón (1354)

## Ancestros
| \| \| \| \| \| \| \| \| \| \| \| \| \| \| \| \| \| \| \| \| 16. San Luis IX de Francia (=14) \| \| \| \| \| \| \| \| \| \| \| \| \| \| \| \| \| \| \| \| \| \| \| \| \| \| \| \| \| \| \| \| \| \| \| \| \| \| \| \| \| \| \| \| \| \| \| \| \| \| \| \| \| \| 8. Felipe III de Francia \| \| \| \| \| \| \| \| \| \| \| \| \| \| \| \| \| \| \| \| \| \| \| \| \| \| \| \| \| \| \| \| \| \| \| \| \| \| \| \| \| \| \| \| \| \| \| \| \| \| \| \| \| \| 17. Margarita de Provenza (=15) \| \| \| \| \| \| \| \| \| \| \| \| \| \| \| \| \| \| \| \| \| \| \| \| \| \| \| \| \| \| \| \| \| \| \| \| \| \| \| \| \| \| \| \| \| \| \| \| \| \| \| \| \| \| 4. Carlos de Valois \| \| \| \| \| \| \| \| \| \| \| \| \| \| \| \| \| \| \| \| \| \| \| \| \| \| \| \| \| \| \| \| \| \| \| \| \| \| \| \| \| \| \| \| \| \| \| \| \| \| \| \| \| \| 18. Jaime I de Aragón \| \| \| \| \| \| \| \| \| \| \| \| \| \| \| \| \| \| \| \| \| \| \| \| \| \| \| \| \| \| \| \| \| \| \| \| \| \| \| \| \| \| \| \| \| \| \| \| \| \| \| \| \| \| 9. Isabel de Aragón \| \| \| \| \| \| \| \| \| \| \| \| \| \| \| \| \| \| \| \| \| \| \| \| \| \| \| \| \| \| \| \| \| \| \| \| \| \| \| \| \| \| \| \| \| \| \| \| \| \| \| \| \| \| 19. Violante de Hungría \| \| \| \| \| \| \| \| \| \| \| \| \| \| \| \| \| \| \| \| \| \| \| \| \| \| \| \| \| \| \| \| \| \| \| \| \| \| \| \| \| \| \| \| \| \| \| \| \| \| \| \| \| \| 2. Felipe VI de Francia \| \| \| \| \| \| \| \| \| \| \| \| \| \| \| \| \| \| \| \| \| \| \| \| \| \| \| \| \| \| \| \| \| \| \| \| \| \| \| \| \| \| \| \| \| \| \| \| \| \| \| \| \| \| 20. Carlos I de Sicilia \| \| \| \| \| \| \| \| \| \| \| \| \| \| \| \| \| \| \| \| \| \| \| \| \| \| \| \| \| \| \| \| \| \| \| \| \| \| \| \| \| \| \| \| \| \| \| \| \| \| \| \| \| \| 10. Carlos II de Sicilia \| \| \| \| \| \| \| \| \| \| \| \| \| \| \| \| \| \| \| \| \| \| \| \| \| \| \| \| \| \| \| \| \| \| \| \| \| \| \| \| \| \| \| \| \| \| \| \| \| \| \| \| \| \| 21. Beatriz de Provenza \| \| \| \| \| \| \| \| \| \| \| \| \| \| \| \| \| \| \| \| \| \| \| \| \| \| \| \| \| \| \| \| \| \| \| \| \| \| \| \| \| \| \| \| \| \| \| \| \| \| \| \| \| \| 5. Margarita de Anjou-Sicilia \| \| \| \| \| \| \| \| \| \| \| \| \| \| \| \| \| \| \| \| \| \| \| \| \| \| \| \| \| \| \| \| \| \| \| \| \| \| \| \| \| \| \| \| \| \| \| \| \| \| \| \| \| \| 22. Esteban V de Hungría \| \| \| \| \| \| \| \| \| \| \| \| \| \| \| \| \| \| \| \| \| \| \| \| \| \| \| \| \| \| \| \| \| \| \| \| \| \| \| \| \| \| \| \| \| \| \| \| \| \| \| \| \| \| 11. María de Hungría \| \| \| \| \| \| \| \| \| \| \| \| \| \| \| \| \| \| \| \| \| \| \| \| \| \| \| \| \| \| \| \| \| \| \| \| \| \| \| \| \| \| \| \| \| \| \| \| \| \| \| \| \| \| 23. Isabel la Cumana \| \| \| \| \| \| \| \| \| \| \| \| \| \| \| \| \| \| \| \| \| \| \| \| \| \| \| \| \| \| \| \| \| \| \| \| \| \| \| \| \| \| \| \| \| \| \| \| \| \| \| \| \| \| 1. Juan II de Francia \| \| \| \| \| \| \| \| \| \| \| \| \| \| \| \| \| \| \| \| \| \| \| \| \| \| \| \| \| \| \| \| \| \| \| \| \| \| \| \| \| \| \| \| \| \| \| \| \| \| \| \| \| \| 24. Eudes III de Borgoña \| \| \| \| \| \| \| \| \| \| \| \| \| \| \| \| \| \| \| \| \| \| \| \| \| \| \| \| \| \| \| \| \| \| \| \| \| \| \| \| \| \| \| \| \| \| \| \| \| \| \| \| \| \| 12. Hugo IV de Borgoña \| \| \| \| \| \| \| \| \| \| \| \| \| \| \| \| \| \| \| \| \| \| \| \| \| \| \| \| \| \| \| \| \| \| \| \| \| \| \| \| \| \| \| \| \| \| \| \| \| \| \| \| \| \| 25. Alicia de Vergy \| \| \| \| \| \| \| \| \| \| \| \| \| \| \| \| \| \| \| \| \| \| \| \| \| \| \| \| \| \| \| \| \| \| \| \| \| \| \| \| \| \| \| \| \| \| \| \| \| \| \| \| \| \| 6. Roberto II de Borgoña \| \| \| \| \| \| \| \| \| \| \| \| \| \| \| \| \| \| \| \| \| \| \| \| \| \| \| \| \| \| \| \| \| \| \| \| \| \| \| \| \| \| \| \| \| \| \| \| \| \| \| \| \| \| 26. Roberto III de Dreux \| \| \| \| \| \| \| \| \| \| \| \| \| \| \| \| \| \| \| \| \| \| \| \| \| \| \| \| \| \| \| \| \| \| \| \| \| \| \| \| \| \| \| \| \| \| \| \| \| \| \| \| \| \| 13. Yolanda de Dreux, duquesa de Borgoña \| \| \| \| \| \| \| \| \| \| \| \| \| \| \| \| \| \| \| \| \| \| \| \| \| \| \| \| \| \| \| \| \| \| \| \| \| \| \| \| \| \| \| \| \| \| \| \| \| \| \| \| \| \| 27. Leonor de Saint-Valéry \| \| \| \| \| \| \| \| \| \| \| \| \| \| \| \| \| \| \| \| \| \| \| \| \| \| \| \| \| \| \| \| \| \| \| \| \| \| \| \| \| \| \| \| \| \| \| \| \| \| \| \| \| \| 3. Juana de Borgoña \| \| \| \| \| \| \| \| \| \| \| \| \| \| \| \| \| \| \| \| \| \| \| \| \| \| \| \| \| \| \| \| \| \| \| \| \| \| \| \| \| \| \| \| \| \| \| \| \| \| \| \| \| \| 28. Luis VIII de Francia \| \| \| \| \| \| \| \| \| \| \| \| \| \| \| \| \| \| \| \| \| \| \| \| \| \| \| \| \| \| \| \| \| \| \| \| \| \| \| \| \| \| \| \| \| \| \| \| \| \| \| \| \| \| 14. San Luis IX de Francia (=16) \| \| \| \| \| \| \| \| \| \| \| \| \| \| \| \| \| \| \| \| \| \| \| \| \| \| \| \| \| \| \| \| \| \| \| \| \| \| \| \| \| \| \| \| \| \| \| \| \| \| \| \| \| \| 29. Blanca de Castilla \| \| \| \| \| \| \| \| \| \| \| \| \| \| \| \| \| \| \| \| \| \| \| \| \| \| \| \| \| \| \| \| \| \| \| \| \| \| \| \| \| \| \| \| \| \| \| \| \| \| \| \| \| \| 7. Inés de Francia \| \| \| \| \| \| \| \| \| \| \| \| \| \| \| \| \| \| \| \| \| \| \| \| \| \| \| \| \| \| \| \| \| \| \| \| \| \| \| \| \| \| \| \| \| \| \| \| \| \| \| \| \| \| 30. Ramón Berenguer V de Provenza \| \| \| \| \| \| \| \| \| \| \| \| \| \| \| \| \| \| \| \| \| \| \| \| \| \| \| \| \| \| \| \| \| \| \| \| \| \| \| \| \| \| \| \| \| \| \| \| \| \| \| \| \| \| 15. Margarita de Provenza (=17) \| \| \| \| \| \| \| \| \| \| \| \| \| \| \| \| \| \| \| \| \| \| \| \| \| \| \| \| \| \| \| \| \| \| \| \| \| \| \| \| \| \| \| \| \| \| \| \| \| \| \| \| \| \| 31. Beatriz de Saboya \| \| \| \| \| \| \| \| \| \| \| \| \| \| \| \| \| \| \| \| \| \| \| \| \| \| \| \| \| \| \| \| \| \| \| \| \| \| \| \| \| \| \| \| \| \| \| \| \| \| \| \| |                                          |  |  |  |  |  |  |  |  |  |  |  |  |  |  |  |
| |                                          |  |  |  |  |  |  |  |  |  |  |  |  |  |  |  |
| | 16. San Luis IX de Francia (=14)         |  |  |  |  |  |  |  |  |  |  |  |  |  |  |  |
| |                                          |  |  |  |  |  |  |  |  |  |  |  |  |  |  |  |
| |                                          |  |  |  |  |  |  |  |  |  |  |  |  |  |  |  |
| | 8. Felipe III de Francia                 |  |  |  |  |  |  |  |  |  |  |  |  |  |  |  |
| |                                          |  |  |  |  |  |  |  |  |  |  |  |  |  |  |  |
| |                                          |  |  |  |  |  |  |  |  |  |  |  |  |  |  |  |
| | 17. Margarita de Provenza (=15)          |  |  |  |  |  |  |  |  |  |  |  |  |  |  |  |
| |                                          |  |  |  |  |  |  |  |  |  |  |  |  |  |  |  |
| |                                          |  |  |  |  |  |  |  |  |  |  |  |  |  |  |  |
| | 4. Carlos de Valois                      |  |  |  |  |  |  |  |  |  |  |  |  |  |  |  |
| |                                          |  |  |  |  |  |  |  |  |  |  |  |  |  |  |  |
| |                                          |  |  |  |  |  |  |  |  |  |  |  |  |  |  |  |
| | 18. Jaime I de Aragón                    |  |  |  |  |  |  |  |  |  |  |  |  |  |  |  |
| |                                          |  |  |  |  |  |  |  |  |  |  |  |  |  |  |  |
| |                                          |  |  |  |  |  |  |  |  |  |  |  |  |  |  |  |
| | 9. Isabel de Aragón                      |  |  |  |  |  |  |  |  |  |  |  |  |  |  |  |
| |                                          |  |  |  |  |  |  |  |  |  |  |  |  |  |  |  |
| |                                          |  |  |  |  |  |  |  |  |  |  |  |  |  |  |  |
| | 19. Violante de Hungría                  |  |  |  |  |  |  |  |  |  |  |  |  |  |  |  |
| |                                          |  |  |  |  |  |  |  |  |  |  |  |  |  |  |  |
| |                                          |  |  |  |  |  |  |  |  |  |  |  |  |  |  |  |
| | 2. Felipe VI de Francia                  |  |  |  |  |  |  |  |  |  |  |  |  |  |  |  |
| |                                          |  |  |  |  |  |  |  |  |  |  |  |  |  |  |  |
| |                                          |  |  |  |  |  |  |  |  |  |  |  |  |  |  |  |
| | 20. Carlos I de Sicilia                  |  |  |  |  |  |  |  |  |  |  |  |  |  |  |  |
| |                                          |  |  |  |  |  |  |  |  |  |  |  |  |  |  |  |
| |                                          |  |  |  |  |  |  |  |  |  |  |  |  |  |  |  |
| | 10. Carlos II de Sicilia                 |  |  |  |  |  |  |  |  |  |  |  |  |  |  |  |
| |                                          |  |  |  |  |  |  |  |  |  |  |  |  |  |  |  |
| |                                          |  |  |  |  |  |  |  |  |  |  |  |  |  |  |  |
| | 21. Beatriz de Provenza                  |  |  |  |  |  |  |  |  |  |  |  |  |  |  |  |
| |                                          |  |  |  |  |  |  |  |  |  |  |  |  |  |  |  |
| |                                          |  |  |  |  |  |  |  |  |  |  |  |  |  |  |  |
| | 5. Margarita de Anjou-Sicilia            |  |  |  |  |  |  |  |  |  |  |  |  |  |  |  |
| |                                          |  |  |  |  |  |  |  |  |  |  |  |  |  |  |  |
| |                                          |  |  |  |  |  |  |  |  |  |  |  |  |  |  |  |
| | 22. Esteban V de Hungría                 |  |  |  |  |  |  |  |  |  |  |  |  |  |  |  |
| |                                          |  |  |  |  |  |  |  |  |  |  |  |  |  |  |  |
| |                                          |  |  |  |  |  |  |  |  |  |  |  |  |  |  |  |
| | 11. María de Hungría                     |  |  |  |  |  |  |  |  |  |  |  |  |  |  |  |
| |                                          |  |  |  |  |  |  |  |  |  |  |  |  |  |  |  |
| |                                          |  |  |  |  |  |  |  |  |  |  |  |  |  |  |  |
| | 23. Isabel la Cumana                     |  |  |  |  |  |  |  |  |  |  |  |  |  |  |  |
| |                                          |  |  |  |  |  |  |  |  |  |  |  |  |  |  |  |
| |                                          |  |  |  |  |  |  |  |  |  |  |  |  |  |  |  |
| | 1. Juan II de Francia                    |  |  |  |  |  |  |  |  |  |  |  |  |  |  |  |
| |                                          |  |  |  |  |  |  |  |  |  |  |  |  |  |  |  |
| |                                          |  |  |  |  |  |  |  |  |  |  |  |  |  |  |  |
| | 24. Eudes III de Borgoña                 |  |  |  |  |  |  |  |  |  |  |  |  |  |  |  |
| |                                          |  |  |  |  |  |  |  |  |  |  |  |  |  |  |  |
| |                                          |  |  |  |  |  |  |  |  |  |  |  |  |  |  |  |
| | 12. Hugo IV de Borgoña                   |  |  |  |  |  |  |  |  |  |  |  |  |  |  |  |
| |                                          |  |  |  |  |  |  |  |  |  |  |  |  |  |  |  |
| |                                          |  |  |  |  |  |  |  |  |  |  |  |  |  |  |  |
| | 25. Alicia de Vergy                      |  |  |  |  |  |  |  |  |  |  |  |  |  |  |  |
| |                                          |  |  |  |  |  |  |  |  |  |  |  |  |  |  |  |
| |                                          |  |  |  |  |  |  |  |  |  |  |  |  |  |  |  |
| | 6. Roberto II de Borgoña                 |  |  |  |  |  |  |  |  |  |  |  |  |  |  |  |
| |                                          |  |  |  |  |  |  |  |  |  |  |  |  |  |  |  |
| |                                          |  |  |  |  |  |  |  |  |  |  |  |  |  |  |  |
| | 26. Roberto III de Dreux                 |  |  |  |  |  |  |  |  |  |  |  |  |  |  |  |
| |                                          |  |  |  |  |  |  |  |  |  |  |  |  |  |  |  |
| |                                          |  |  |  |  |  |  |  |  |  |  |  |  |  |  |  |
| | 13. Yolanda de Dreux, duquesa de Borgoña |  |  |  |  |  |  |  |  |  |  |  |  |  |  |  |
| |                                          |  |  |  |  |  |  |  |  |  |  |  |  |  |  |  |
| |                                          |  |  |  |  |  |  |  |  |  |  |  |  |  |  |  |
| | 27. Leonor de Saint-Valéry               |  |  |  |  |  |  |  |  |  |  |  |  |  |  |  |
| |                                          |  |  |  |  |  |  |  |  |  |  |  |  |  |  |  |
| |                                          |  |  |  |  |  |  |  |  |  |  |  |  |  |  |  |
| | 3. Juana de Borgoña                      |  |  |  |  |  |  |  |  |  |  |  |  |  |  |  |
| |                                          |  |  |  |  |  |  |  |  |  |  |  |  |  |  |  |
| |                                          |  |  |  |  |  |  |  |  |  |  |  |  |  |  |  |
| | 28. Luis VIII de Francia                 |  |  |  |  |  |  |  |  |  |  |  |  |  |  |  |
| |                                          |  |  |  |  |  |  |  |  |  |  |  |  |  |  |  |
| |                                          |  |  |  |  |  |  |  |  |  |  |  |  |  |  |  |
| | 14. San Luis IX de Francia (=16)         |  |  |  |  |  |  |  |  |  |  |  |  |  |  |  |
| |                                          |  |  |  |  |  |  |  |  |  |  |  |  |  |  |  |
| |                                          |  |  |  |  |  |  |  |  |  |  |  |  |  |  |  |
| | 29. Blanca de Castilla                   |  |  |  |  |  |  |  |  |  |  |  |  |  |  |  |
| |                                          |  |  |  |  |  |  |  |  |  |  |  |  |  |  |  |
| |                                          |  |  |  |  |  |  |  |  |  |  |  |  |  |  |  |
| | 7. Inés de Francia                       |  |  |  |  |  |  |  |  |  |  |  |  |  |  |  |
| |                                          |  |  |  |  |  |  |  |  |  |  |  |  |  |  |  |
| |                                          |  |  |  |  |  |  |  |  |  |  |  |  |  |  |  |
| | 30. Ramón Berenguer V de Provenza        |  |  |  |  |  |  |  |  |  |  |  |  |  |  |  |
| |                                          |  |  |  |  |  |  |  |  |  |  |  |  |  |  |  |
| |                                          |  |  |  |  |  |  |  |  |  |  |  |  |  |  |  |
| | 15. Margarita de Provenza (=17)          |  |  |  |  |  |  |  |  |  |  |  |  |  |  |  |
| |                                          |  |  |  |  |  |  |  |  |  |  |  |  |  |  |  |
| |                                          |  |  |  |  |  |  |  |  |  |  |  |  |  |  |  |
| | 31. Beatriz de Saboya                    |  |  |  |  |  |  |  |  |  |  |  |  |  |  |  |
| |                                          |  |  |  |  |  |  |  |  |  |  |  |  |  |  |  |
| |                                          |  |  |  |  |  |  |  |  |  |  |  |  |  |  |  |

| Predecesor: Integrado en el Dominio real francés (conde precedente Felipe I) | Conde de Anjou 1332 - 1350     | Sucesor: Se integra al Dominio real francés (siguiente titular Luis I de Anjou)  |
| Predecesor: Integrado en el Dominio real francés                             | Duque de Normandía 1332 - 1350 | Sucesor: Se integra al Dominio real francés (siguiente titular Carlos de Valois) |
| Predecesor: Felipe VI                                                        | Rey de Francia 1350 - 1364     | Sucesor: Carlos V                                                                |